# 徐荣楠
徐荣楠（1924年12月—2018年7月26日），男，江苏无锡人，中国外科医师。中国农工民主党安徽省委员会主任委员（1992年7月－1997年5月），安徽省政协原副主席（1993年2月－1998年1月）。第八届全国政协委员。

## 生平
1924年12月出生于江苏无锡。日本侵华后举家迁至香港，后辗转至上海落户。1942年7月至1948年6月，在上海震旦大学医学院学习。1948年7月至1956年，历任福民医院（后改称上海第四人民医院）住院医师，住院总医师，主治医师。1956年5月，任安徽省立医院大外科副主任。1957年4月加入中国农工民主党。1961年赴北京神经外科研究所宣武医院进修一年。文化大革命期间曾在安徽省石台县丁香公社劳动。1973年3月至1978年，历任安徽省立医院外科副主任、主任。1978年10月起任安徽省立医院副院长、外科主任。曾任中国农工民主党安徽省委员会主任委员（1992年7月－1997年5月），安徽省政协原副主席（1993年2月－1998年1月）；中华医学会理事、外科学会委员，安徽省医学会副会长、名誉会长。2002年7月退休。2018年7月26日在安徽合肥逝世，享年95岁。

## 贡献
主译《外科手术图谱》，主编《医学继续教育丛书外科学分册》等著作。
1974年作为中国援外医疗技术队队长，被派往也门民主人民共和国。在南也门完成了多次当地首例外科手术。